# Ren Zhengfei
Ren Zhengfei (in cinese: 任正非S; Guizhou, 25 ottobre 1944) è un imprenditore cinese, fondatore e presidente della multinazionale cinese Huawei, con sede a Shenzhen, il più grande produttore al mondo di apparecchiature per le telecomunicazioni e il primo produttore di smartphone precedendo Samsung.
Secondo Forbes, nel 2019 è l'83° uomo più ricco della Cina con un patrimonio di 1,7 miliardi di dollari.

## Biografia

### Gli inizi
Nasce a Guizhou, in Cina. Il nonno proveniva dalla provincia di Jiangsu ed era un maestro chef esperto nella cura del prosciutto nella vicina provincia di Zhejiang. Il padre, Ren Moxun (cinese: 任 摩 逊 , pinyin: Rén Móxùn), studia all'università ma la lascia e emigra durante l'occupazione giapponese a sud, a Guangzhou, per lavorare come contabile in una fabbrica di armi del governo del Kuomintang. Dopo il 1949 il padre è nominato presidente della scuola media numero 1 di Duyun (cinese: 都匀 一 中) dove incontra la madre di Ren Zhengfei, insegnante nella stessa scuola media. Nel 1958 l'anziano Ren diventa membro del Partito Comunista.
Il giovane Ren inizia a frequentare nel 1963 la Chongqing University laureandosi in ingegneria civile. Dopo la laurea lavora nel settore fino al 1974, anno in cui entra (non per vocazione ma solo perché ai tempi della Rivoluzione culturale non c'era altro lavoro) nel genio militare nell'unità di ricerca Information Technology dell'Esercito popolare di liberazione (PLA), dove ottiene il ruolo di vicedirettore, l'equivalente del vicecapo ma privo del rango militare. Il suo primo compito: far funzionare una fabbrica di tessuti sintetici gestita dai militari. Con risultati anche positivi: riesce a replicare un apparecchio per il controllo di qualità in modo tale da rendere possibile una buona produzione. Come premio nel 1978 viene invitato alla Conferenza Nazionale della Scienza e nel 1982 al 12º Congresso nazionale del Partito Comunista Cinese.
Smobilitato dall'esercito nel 1983, quando il governo scioglie il reparto del genio nella base di servizio logistico della Shenzhen South Sea Oil Corporation, l'ingegnere Ren si trasferisce a Shenzen e si mette in proprio, piazzando centraline telefoniche nella zona, all'epoca ancora circondata dalla campagna, e dal momento che i topi mangiavano i cavi facendo saltare le linee, ha l'idea di utilizzare i cavi militari molto più robusti e decisamente inattaccabili.

### Huawei
Nel 1987 fonda così Huawei Technologies Co. Ltd con 21.000 yuan, l'equivalente all'epoca di circa 5.000 dollari statunitensi. Nel 1988 ne diventa l'amministratore delegato . Richard McGregor, autore del libro The Party: The Secret World of China's Communist Rulers, sostiene che la società abbia ricevuto all'inizio un forte supporto statale per il suo sviluppo.
La rivista Time include Ren Zhengfei nella sua lista delle 100 persone più influenti del 2005. Ren è presidente della società ma non ne è l'amministratore delegato, carica a rotazione. La società ha registrato un fatturato annuo di 92,5 miliardi di dollari USA nel 2017. Ren detiene l'1,42% delle azioni di Huawei, valutato 450 milioni di dollari nel 2010. Huawei è essenzialmente indipendente da Ren in quanto detenuta da dipendenti, ma la struttura proprietaria rimane opaca.

### Partito Comunista e legami militari
I legami di Ren con il Partito Comunista Cinese e anche con i militari sono stati citati dal governo indiano come una preoccupazione per la sicurezza nel non permettere a Huawei di vincere determinati contratti in India. Questi timori sono condivisi da altri paesi. Negli Stati Uniti ha portato al crollo degli sforzi di Huawei di acquistare 3Com e ha costretto SoftBank a interrompere i legami con Huawei al fine di ottenere l'acquisizione di Sprint Nextel da parte degli Stati Uniti, mentre nel Regno Unito il Comitato di Intelligence e Sicurezza ha raccomandato la rimozione delle apparecchiature di Huawei a causa di timori di spionaggio. I timori si estendono anche al 5G.

## Vita privata
Sposato tre volte. La prima moglie di Ren era Meng Jun, figlia di Meng Dongbo, ex vice governatore della provincia di Sichuan. Hanno avuto due figli: la figlia Meng Wanzhou e il figlio Meng Ping, entrambi titolari del cognome della madre. La figlia maggiore, Meng Wanzhou, è vicepresidente e CEO di Huawei. Anche il fratello lavora nell'azienda. Dopo il divorzio, Ren ha sposato Yao Ling, da cui ha avuto un'altra figlia, Annabel Yao, che ha 25 anni meno di Meng Wanzhou. Annabel è una studentessa di informatica all'Università di Harvard, è appassionata di ballo classico e ha fatto un debutto di alto profilo al Bal des Débutantes di Parigi nel 2018. Nessuno dei tre figli porta il suo cognome, tutti hanno deciso per quelli delle madri. Ren si è sposato per la terza volta con Su Wei, sua ex segretaria.